# Африканская иммиграция в Европу
В число африканских иммигрантов включаются не только чернокожие из стран южнее Сахары, но и иммигранты из всей Африки в целом (включая из  Магриба и Египта).

## Обзор
Европа является основным местом приёма африканских мигрантов во всём мире. Численность мигрантов составляет порядка 4,6 млн, по данным Международной организации по миграции. Но Институт миграционной политики считает, что существует от семи до восьми миллионов нелегальных африканских иммигрантов живущих в Евросоюзе — фактическое количество меняется в зависимости от схемы регуляризации в государствах-членах. Примерно две трети африканцев в Европе — из Северной Африки. Растёт число мигрантов из Западной Африки (во основном, Ганы, Нигерии и Сенегала).
Совет Европы записывает прибывающих людей в соответствии с их родиной, но собранные данные распределяются по категориям «К югу от Сахары» и «Северная Африка». Число мигрантов из Африки южнее Сахары в Европе от 3,5 до 8 млн человек, сосредоточены они в основном в Бельгии, Франции, Италии, Нидерландах, Португалии и Великобритании.

## Статистика по странам
| Страна         | Популяция                                | Города                                                                      | Примечания |
| -------------- | ---------------------------------------- | --------------------------------------------------------------------------- | --- |
| Франция        | Около 3,5-8 миллионов                    | Париж, Лион, Тулуза, Бордо, Марсель, Нант, Лилль                            | Включает в себя тех, кто родился в Африке и которые имели по крайней мере одного из родителей с континента. В основном из Алжира, Марокко, Туниса, Камеруна, Кот-д’Ивуара, Сенегала, Мали. |
| Турция         | Около 50 000 мигрантов                   | Стамбул, Измир, Мугла, Анкара, Анталья                                      | В основном из Камеруна, Ливии, Алжира, Сомали, Нигера, Нигерии, Кении, Судана, Египта и Эфиопии.                                                                                           |
| Германия       | 817 500                                  | Гамбург, Берлин, Франкфурт-на-Майне, Кёльн                                  | В основном из Ганы, Камеруна, стран Магриба и Нигерии. |
| Италия         | 1 096 089 (2011)                         | Рим, Милан, Турин, Палермо, Брешиа, Болонья, Лечче, Флоренция               | В основном из Марокко, Туниса, Сенегала, Эритреи, Сомали, Кот-д’Ивуара, Нигерий, Буркина-Фасо и Ганы.                                                                                      |
| Бельгия        | 750 000—800 000 (2011) (Может быть выше) | Брюссель, Антверпен, Шарлеруа, Намюр.                                       | В основном из Руанды и Конго. |
| Португалия     | 140 530                                  | Лиссабон, Порту, округ Фару                                                 | В основном из португалоговорящих стран Африки, Кабо-Верде, Анголы, Гвинеи-Бисау, и Сан-Томе и Принсипи (см. Афробразильцы).                                                                |
| Швейцария      | 93 800 (2009)                            | Женева, Биннинген, Гисвиль, Веве, Берн, Фрибург, Лозанна                    | В основном из Алжира, Конго, Камеруна и Анголы. |
| Великобритания | 2 800 000 (2011)                         | Лондон, Бирмингем, Манчестер, Лидс, Шеффилд, Бристоль, Ливерпуль, Ноттингем | Включает в себя только родившихся за пределами Великобритании. |